# Osiem twarzy mistrza Foltyna
Osiem twarzy mistrza Foltyna (cz. Život a dílo skladatele Foltýna) – ostatnia, nieukończona powieść czeskiego pisarza Karela Čapka, wydana pośmiertnie w 1939.
Powieść na język polski przełożyła Emilia Witwicka, przekład został wydany w 1959 przez Państwowy Instytut Wydawniczy w Warszawie.

## Zarys treści
Osiem twarzy mistrza Foltyna opowiada historię życia kompozytora Bedřicha Foltyna, człowieka pozbawionego talentu muzycznego, leniwego, niezaradnego i narcystycznego, który brak zdolności artystycznych próbuje skompensować kreowaniem siebie na geniusza.

## Analiza utworu
Osiem twarzy mistrza Foltyna wykorzystuje technikę zastosowaną przez pisarza we wcześniejszych powieściach Hordubal i Meteor, polegającą na obiektywnym ukazywaniu rzeczywistości poprzez prezentację wielu subiektywnych punktów widzenia. Ten sam rodzaj narracji występuje w literaturze światowej między innymi w Pierścieniu i księdze Roberta Browninga, Wichrowych wzgórzach Emily Brontë, opowiadaniu W gąszczu Ryūnosuke Akutagawy (jak również w opartym na nim filmie Rashōmon Akiry Kurosawy) i O Zawiszy Czarnym opowieści Karola Bunscha.
O Foltynie mówią jego szkolny kolega Šimon, który został sędzią, pierwsza dziewczyna Jitka Hudcová, Dr. V.B., była żona, Karla, krytyk teatralny, profesor Strauss, Dr. J.Petrů, następnie trzej biedni muzycy, wreszcie pan Trojan. Wartościowanie osoby i postawy głównego bohatera jest zdecydowanie negatywne.
Podstawowym motywem powieści jest charakterystyczne dla prozy Čapka dążenie do odkrywania prawdy. Poprzez ukazanie negatywnego stereotypu muzycznego grafomana i kabotyna pisarz broni jednak istotnej społecznie roli prawdziwego artysty.

## Film telewizyjny
Na podstawie tej powieści w 1992 nakręcono czeski film telewizyjny w reżyserii Pavla Hášy z Viktorem Preissem w roli głównej.